# 張選 (明朝將領)
張選，河南江北等處行中書省淮安路泗州臨淮縣（今安徽省鳳陽縣）人，明朝初期軍事將領。
早年跟隨朱元璋起義，擔任百戶。后升任六安衛正千戶，最後任武德將軍。有孫張琳。

## 延伸阅读
[在维基数据编辑]
 《明史卷二百〇七》，出自《明史》